# Suaeda
Suaeda Forssk. ex J.F.Gmelin è un genere di piante appartenente alla famiglia delle Amarantacee.

## Tassonomia
Il genere comprende le seguenti specie:
- Suaeda acuminata (C.A.Mey.) Moq.
- Suaeda aegyptiaca (Hasselq.) Zohary
- Suaeda altissima (L.) Pall.
- Suaeda anatolica (Aellen) Sukhor.
- Suaeda aralocaspica (Bunge) Freitag & Schütze
- Suaeda arbusculoides L.S.Sm.
- Suaeda arctica Jurtzev & V.V.Petrovsky
- Suaeda arcuata Bunge
- Suaeda argentinensis A.Soriano
- Suaeda arguinensis Maire
- Suaeda articulata Aellen
- Suaeda asphaltica (Boiss.) Boiss.
- Suaeda australis (R.Br.) Moq.
- Suaeda braun-blanquetii (Pedrol & Castrov.) Rivas Mart., Cantó & Sánchez Mata
- Suaeda caboverdeana Rivas Mart., Lousã, J.C.Costa & Maria C.Duarte
- Suaeda caespitosa Dod
- Suaeda calceoliformis (Hook.) Moq.
- Suaeda californica S.Watson
- Suaeda carnosissima Post
- Suaeda conferta (Small) I.M.Johnst.
- Suaeda corniculata (C.A.Mey.) Bunge
- Suaeda cucullata Aellen
- Suaeda dendroides (C.A.Mey.) Moq.
- Suaeda densiflora Giusti ex Brignone
- Suaeda divaricata Moq.
- Suaeda edulis Flores Olv. & Noguez
- Suaeda eltonica Iljin
- Suaeda esteroa Ferren & S.A.Whitmore
- Suaeda foliosa Moq.
- Suaeda fruticosa Forssk. ex J.F.Gmel.
- Suaeda × genesiana Pedrol & Castrov.
- Suaeda glauca (Bunge) Bunge
- Suaeda heterophylla (Kar. & Kir.) Bunge ex Boiss.
- Suaeda ifniensis Caball. ex Maire
- Suaeda inflata Aellen
- Suaeda iranshahrii Akhani & Freitag
- Suaeda jacoensis I.M.Johnst.
- Suaeda japonica Makino
- Suaeda khalijefarsica Akhani
- Suaeda kocheri Guss. ex C.Brullo, Brullo & Giusso
- Suaeda kossinskyi Iljin
- Suaeda kulundensis Lomon. & Freitag
- Suaeda lehmannii (Bunge) Kapralov, Akhani & Roalson
- Suaeda linearis (Elliott) Moq.
- Suaeda linifolia Pall.
- Suaeda malacosperma H.Hara
- Suaeda maritima (L.) Dumort.
- Suaeda merxmuelleri Aellen
- Suaeda mexicana (Standl.) Standl.
- Suaeda micromeris Brenan
- Suaeda microphylla Pall.
- Suaeda microsperma (C.A.Mey.) Fenzl
- Suaeda monodiana Maire
- Suaeda monoica Forssk. ex J.F.Gmel.
- Suaeda moschata A.J.Scott
- Suaeda multiflora Phil.
- Suaeda nesophila I.M.Johnst.
- Suaeda neuquenensis M.A.Alonso, Contic. & Cerazo
- Suaeda nigra (Raf.) J.F.Macbr.
- Suaeda nigrescens I.M.Johnst.
- Suaeda novae-zelandiae Allan
- Suaeda nudiflora (Willd.) Moq.
- Suaeda occidentalis (S.Watson) S.Watson
- Suaeda olufsenii Paulsen
- Suaeda palaestina Eig & Zohary
- Suaeda palmeri (Standl.) Standl.
- Suaeda pannonica Beck
- Suaeda paradoxa (Bunge) Bunge
- Suaeda patagonica Speg.
- Suaeda pelagica Bartolo, Brullo & P.Pavone
- Suaeda physophora Pall.
- Suaeda plumosa Aellen
- Suaeda prostrata Pall.
- Suaeda pruinosa Lange
- Suaeda pterantha (Kar. & Kir.) Bunge
- Suaeda puertopenascoa M.C.Watson & Ferren
- Suaeda pulvinata Alvarado Reyes & Flores Olv.
- Suaeda rigida H.W.Kung & G.L.Chu
- Suaeda rolandii Bassett & Crompton
- Suaeda salina B.Nord.
- Suaeda salsa (L.) Pall.
- Suaeda scabra Lomon.
- Suaeda sibirica Lomon. & Freitag
- Suaeda spicata (Willd.) Moq.
- Suaeda splendens (Pourr.) Gren. & Godr.
- Suaeda stellatiflora G.L.Chu
- Suaeda tampicensis (Standl.) Standl.
- Suaeda taxifolia (Standl.) Standl.
- Suaeda tschujensis Lomon. & Freitag
- Suaeda turgida G.L.Chu
- Suaeda turkestanica Litv.
- Suaeda tuvinica Lomon. & Freitag
- Suaeda vera Forssk. ex J.F.Gmel.
- Suaeda vermiculata Forssk. ex J.F.Gmel.